# Vachellia xanthophloea
Vachellia xanthophloea é uma espécie de leguminosa do gênero Vachellia, pertencente à família Fabaceae.